# Punščina
Punski jezik, imenovan tudi feničansko-punski ali kartažanski jezik, je izumrla različica feničanskega jezika, kanaanskega jezika severozahodne semitske veje semitskih jezikov. Kot odcep feničanskega jezika obalne zahodne Azije (sodobni Libanon in severozahodna Sirija) so ga predvsem na sredozemski obali severozahodne Afrike, na Iberskem polotoku in več sredozemskih otokih, kot so Malta, Sicilija in Sardinija govorili domačini in zahodni Feničani skozi celotno klasično antiko od 8. stoletja pr. n. št. do 6. stoletja n. št.

## Zgodovina

### Zgodnja zgodovina
Za punščino velja, da se je postopoma ločila od svojega feničanskega starša približno v času, ko je Kartagina Magonom I. postala vodilno feničansko mesto. Znanstveni poskusi razmejitve narečij niso natančni in so glede klasifikacije na splošno neenotni.
Punci so ostali v stiku z domovino Fenicijo do uničenja Kartagine s strani Rimske republike leta 146 pr. n. št. Med feničanskim in punskim jezikom sprva ni bilo velike razlike. Razvoj jezika pred letom 146 pr. n. št. je v veliki meri prikrit, ker so se kartažanski pisarji držali tradicionalnega feničanskega pravopisa, vendar obstajajo občasni namigi, da sta se fonologija in slovnica punščine po 6 stoletju pr. n. št. začeli oddaljevati od feničanščine. Najbolj jasen dokaz za to prihaja iz Motije na zahodni Siciliji. Sledovi oddaljevanja so opazni tudi v kartažanskih napisih iz 6. stoletja pr. n. št., pri čemer ni jasno, ali se je ta razvoj začel na zahodni Siciliji in razširil v Afriko ali obratno. Od 5. stoletja pr. n. št. se v punskih napisih po vsem zahodnem Sredozemlju opaža niz skupnih abecednih, ortografskih in fonoloških pravil, verjetno zaradi kartažanskega vpliva.
Punska literarna dela so nastala v obdobju pred letom 146 pr. n. št. Magon je na primer napisal 28 zvezkov o živinoreji. Rimski senat je dela tako cenil, da jih je po zavzetju Kartagine podaril berberskim knezom, ki so imeli svoje knjižnice. Magonovo delo je v grščino prevedel Kasij Dionizij iz Utike. Latinska različica je bila verjetno prevedena iz grške različice. Nadaljnji primeri punske literature vključujejo dela Hanona Pomorščaka, ki je pisal o svojih srečanjih med svojimi pomorskimi potovanji okoli današnje Afrike in o naselitvah novih kolonij v Iberiji, Severni Afriki in Sredozemlju.

### Novopunščina
Izraz novopunščina se nanaša na punsko narečje, ki se je govorilo po padcu Kartagine in rimski osvojitvi nekdanjih punskih ozemelj po letu 146 pr. n. št. Narečje se je razlikovalo od prejšnjega punskega jezika, kar je razvidno iz črkovanja in rabi nesemitskih imen, večinoma libijsko-berberskega ali iberskega izvora. Razlika je nastala zaradi narečnih sprememb, ki jih je punščina prestala po razširitvi med severna berberska ljudstva. Salustij (86 – 34 pr. n. št.) je trdil, da se je jezik spremenil "zaradi medsebojnih porok Kartažanov z Numidijci". Njegovo poročilo se ujema z drugimi dokazi, ki kažejo na severnoafriški berberski vpliv na punske. Novopunski jezik je znan večinoma znan iz napisov, vključno z Lepcis Magna N 19 (= KAI 124), 92 n. št.). 
Približno v 4. stoletju n. št. so punsko še vedno govorili v današnjih severnih delih Tunizije in Alžirije, nekaterih drugih delih severozahodne Afrike in v Sredozemlju. Različica punščine, znana kot latinska punščina, se je pisala v latinici in je znana iz sedemdesetih besedil. Med temi besedili so Zliten LP1 iz 1. stoletja in Lepcis Magna LP1 iz 2. stoletja n. št. Nekatera besedila so bila napisana celo v 4. stoletju, na primer Bir ed-Dreder LP2. Avguštin iz Hipona (umrl 430) na splošno velja za zadnjega velikega starodavnega pisca, ki je imel nekaj znanja o punskem jeziku in velja za "primarni vir o preživetju [poznega] punskega jezika". Po njegovem mnenju se je v severni Afriki v 5. stoletju še vedno govorilo punsko. Še vedno so obstajali tudi ljudje, ki so se imenovali "hanani" ("kanaanci").:4 Avguštin je okoli leta 401 zapisal: 
In če vi zavračate punski jezik in ga tako rekoč zanikate, je večina učenih mož priznala, da je bilo veliko stvari modro ohranjenih pred pozabo v knjigah, napisanih v punskem jeziku. Ne, celo sram bi te moralo biti, da si rojen v deželi, v kateri je še topla zibelka tega jezika.
Poleg Avguštinobih zapisov je edini dokaz o punsko govorečih skupnostih v tako poznem obdobju niz trijezičnih pogrebnih besedil, najdenih v krščanskih katakombah v Sirti v Libiji. Napisi na nagrobnikih so vklesani v stari grščini, latinščini in punščini. Punščina je morda preživela celo muslimansko osvojitev Magreba, saj geograf al-Bakri opisuje ljudstvo v Sirti, ki je govorilo jezik, ki ni bil berberski, latinski ali koptski. Arabizacijo punskih govorcev je verjetno olajšala pripadnost obeh jezikov semitski družini jezikov. :71

### Zapuščina
Zamisel, da je punščina izvor malteškega jezika, se je prvič pojavila leta 1565. Sodobnoa jezikoslovje je dokazalo, da malteščina dejansko izhaja iz arabščine, verjetno specifične sicilske arabščine z velikim številom izposojenk iz italijanščine. Seveda se je punščina v nekem zgodovinskem obdobju zagotovo govorila tudi na Malti, kar dokazujeta Melkartova cipa in drugi napisi po otoku. Punščina je bila kot kanananski jezik bolj podobna takratni hebrejščini kot arabščini. 
Danes obstaja veliko berberskih korenov, ki izhajajo iz punskih, vključno z besedo za učenje (*almid, *yulmad, primerljivo s hebrejskim למד, učiti se).

## Opis
Punščina je znana predvsem iz napisov, večinoma verskih obrazcev, in osebnih imen. Plavtova komedija Poenulus (Mali Punec) vsebuje nekaj vrstic v ljudskem punskem jeziku, v katerih so za razliko od napisov v veliki meri ohranjeni samoglasniki.
Punščina se je tako kot feničanščina pisala z desne na levo v vodoravnih vrsticah in brez samoglasnikov.  Imela je 22 soglasnikov. Podrobnosti o njihovi izgovorjavi je mogoče rekonstruirati iz punskih in novopunskih besedil, napisanih z latinskimi ali grškimi črkami.
| Pravopis   | Pravopis   | Pravopis   | Ime             | Prečrkovanje | Izgovarjava | Komentar |  |
| Novopunsko | Feničansko | Feničansko | Ime             | Prečrkovanje | Izgovarjava | Komentar |  |
| ---------- | ---------- | ---------- | --------------- | ------------ | ----------- | --- |  |
| Aleph      | Aleph      | 𐤀          | kasneje ʾalf    | ʾ            | ʔ           | Všasih se je uporabljal tudi kot pokazatelj samoglasnikov. |  |
| Beth       | Beth       | 𐤁          | bēt kasneje vēt | b v          | b/v         | V pozni punščini in pozni feničanščini je bil v 3. stoletju pr. n. št. b v v. |  |
| Gimel      | Gimel      | 𐤂          | gaml            | g            | ɡ           | Nekatere besede v latinskih transkripcijah kažejo spirantizacijo kot [ɣ] na koncu besede, zapisano označeno z "ẖ" namesto običajnega "gh".                                                                     |  |
| Daleth     | Daleth     | 𐤃          | dalt            | d            | d           | |  |
| He         | He         | 𐤄          | hē              | h            | h           | Pod rimskim vplivom je pogosto izginil, vendar se je v nekaterih kartažanskih besedah še vedno izgovarjal. |  |
| Waw        | Waw        | 𐤅          | vav             | w            | w           | Včasih se je uporabljal tudi kot samoglasnik "u". |  |
| Zayin      | Zayin      | 𐤆          | zēn             | z            | z           | V nekaterih imenih, na primer Hasdrubal, je pomenil "sd", sicer pa je v večini primerov pomenil preprosto "s".                                                                                                 |  |
| Heth       | Heth       | 𐤇          | hēt             | ḥ            | ħ           | Včasih se je uporabljal kot samoglasnik "a, e, i, o, u"; zven heta je bil oslabljen in besede, ki so bile običajno napisane z njim, so bile v poznopunskih napisih pogosto namesto tega zapisane s črko "alf". |  |
| Teth       | Teth       | 𐤈          | tēt             | ṭ            | tˤ          | |  |
| Yodh       | Yodh       | 𐤉          | jod             | j            | j           | Včasih je pomenil tudi samoglasnik "i", vendar večinoma v tujih imenih. n foreign names. |  |
| Kaph       | Kaph       | 𐤊          | kap             | k            | k           | Nekatere besede v latinskih transkripcijah kažejo spirantizacijo kot "x" na koncu besede, zapisano s "h" namesto z običajnim "ch".                                                                             |  |
| Lamedh     | Lamedh     | 𐤋          | lamd            | l            | l           | |  |
| Mem        | Mem        | 𐤌          | m               | mēm          | m           | |  |
| Nun        | Nun        | 𐤍          | nūn             | n            | n           | |  |
| Samekh     | Samekh     | 𐤎          | semk            | s            | s           | |  |
| Ayin       | Ayin       | 𐤏          | ʿēn             | ʿ            | ʕ           | V poznem punskem jeziku se je pogosto uporabil za samoglasnika "a" in "o", večinoma za tuja latinska imena. |  |
| Pe         | Pe         | 𐤐          | pi kasneje fi   | p f          | p<br f      | V pozni punščini in pozni feničanščini se je "p" v 3. stoletju pr. n. št. frikativiziral v "f". |  |
| Tsadi      | Sadek      | 𐤑          | cadē            | ṣ            | sˤ          | Potrjen kot "c", v latinščini ter v starih grških, hetitskih lidijskih in etruščanskih besedilih večinoma kot "s". V nekaterih latinskih besedilih izpričan kot "st".                                          |  |
| Qoph       | Qoph       | 𐤒          | kop kasneje kof | q            | q           | |  |
| Res        | Res        | 𐤓          | rūš             | r            | r           | |  |
| Shin       | Shin       | 𐤔          | šin             | š            | ʃ ali s     | Izgovarjava je sporna. Verjetno se je izgovarjal kot ʃ. |  |
| Taw        | Taw        | 𐤕          | tau             | t            | t           | |  |